# Хатангский район
Хатангский район — бывший район Таймырского (Долгано-Ненецкого) автономного округа, упразднённого с 1 января 2007 года.
Муниципальный район был упразднён в 2005 году.
Административным центром района являлось село Хатанга.

## История
Хатангский район был образован в 1927 году. В 1930 отнесён к Таймырскому национальному округу. В период между 1941 и 1946 годами[когда?] к Хатангскому району был присоединен ряд территорий на западном берегу Хатангского залива, входящих в состав Якутской АССР (полуостров Хара-Тумус и окрестности), а в 1964 году — часть упразднённого Авамского района. После ликвидации района в 2006 году его территория была передана в сельское поселение Хатанга Таймырского района Красноярского края.
По данным на 1983 год Хатангский район делился на 11 сельсоветов:
- Жданиховский (посёлок Жданиха),
- Косистинский (посёлок Косистый),
- Катырыкский (посёлок Катырык)
- Каякский (посёлок Каяк)
- Крестовский (посёлок Кресты)
- Новинский (посёлок Новая)
- Новорыбинский (посёлок Новорыбная)
- Попигайский (посёлок Попигай)
- Сындасский (посёлок Сындасско)
- Хатангский (село Хатанга)
- Хетский (посёлок Хета)[10].

С 1989 года сельсоветы были упразднены и заменены администрациями села Хатанга и посёлков, причём посёлок Косистый был передан в подчинение администрации посёлка Сындасско. В 2000 году посёлок был упразднён.
Официальное название администраций с 1999 года: территории, подведомственные администрации Хатангского района.
Постановлением администрации Таймырского (Долгано-Ненецкого) автономного округа от 5 декабря 2000 года № 492 Название официально было утверждено преобразование сельсоветов в сельские администрации. Постановление было отменено 4 января 2002 года как не соответствующее законодательству.
1 января 2007 года Таймырский (Долгано-Ненецкий) автономный округ был объединён с Красноярским краем, войдя в его состав как административно-территориальная единица с особым статусом Таймырский Долгано-Ненецкий район, Хатангский район был упразднён.
В ОКАТО как объекты административно-территориального устройства район и сельсоветы выделялись до 2011 года.

## Население
| 1939 | 1959 | 1970 | 1979 | 1989   | 2002 | 2010 |
| ---- | ---- | ---- | ---- | ------ | ---- | ---- |
| 3115 | 5008 | 7471 | 8290 | 10 251 | 6980 | 6081 |